# Parc national de Senghar-Jabess
Le parc national de Senghar-Jabess est un parc national de Tunisie situé dans le gouvernorat de Tataouine. D'une superficie de 2 870 km2, il a été créé le 29 mars 2010. Il est administré par le ministère de l'Agriculture.
Ce parc a pour mission de protéger la faune et la flore du Grand Erg oriental. Il est fréquenté par la gazelle leptocère (Gazella leptoceros), la gazelle dorcas (Gazella dorcas), le fennec (Vulpes zerda), l'outarde houbara (Chlamydotis undulata).